# گابریل دارا
گابری‌یل دارا جوان (۸ ژانویه ۱۸۲۶ – ۱۵ نوامبر ۱۸۸۵)، (آلبانیایی: Gavril Dara i Ri) , (ایتالیایی: Gabriele Dara il Giovane) که معمولاً با نام گاوریل دارا جونیور شناخته می‌شود. سیاستمدار و شاعر اربرش قرن نوزدهم بود. او را یکی از نویسندگان اولیه بیداری ملی آلبانی می‌دانند.

## زندگی‌نامه
گابری‌یل دارا در ۸ ژانویه ۱۸۲۶ در پالاتزو آدریانو، شهری در سیسیل، در جنوب ایتالیا به دنیا آمد. خانواده او از اولین کسانی بودند که پس از مرگ اسکندربیگ از آلبانی به ایتالیا مهاجرت کردند. در سنین پایین لاتین و یونانی باستان را آموخت. در پالرمو مدرک حقوق گرفت و در آگریجنتو تمرین کرد. پس از اتحاد ایتالیا، او مناصب مختلفی در سیسیل داشت. در ابتدا او به عنوان اولین مشاور استان پالرمو و از سال ۱۸۶۷ تا ۱۸۶۹ به عنوان فرماندار تراپانی، شهری در غرب سیسیل خدمت کرد. از ۱۸۷۱ تا ۱۸۷۴ او مدیر مجله سیاسی لیبرال اصلاحات (به ایتالیایی: La Riforma) بود. او در ۱۵ نوامبر ۱۸۸۵ در آگریجنتو درگذشت.

## آثار
آثار اولیه او عبارتند از شعر به زبان ایتالیایی و شعری به زبان اربرش که به سنت ایلعازر تقدیم شده است. شناخته‌شده‌ترین اثر دارا آخرین آهنگ بالا (Kënka e sprasme e Balës) است که در اصل به زبان اربرش نوشته شده و بعداً به ایتالیایی ترجمه شده است. آخرین آهنگ بالا یک تصنیف عاشقانه حماسی چهار قسمتی است که شامل ۹ کانتو است و ماجراهای نیک پتا و پال گولمی، دو قهرمان آلبانیایی را که در دوران لیگ لژه زندگی می‌کردند، بازگو می‌کند. اولین بار در سال ۱۸۸۷ پس از مرگ او در گاهنامه آلبانی جوان (Arbri i ri) منتشر شد که توسط جوزپه شیرو منتشر شد. در ژوئیه ۱۹۰۰ به طور کامل به زبان‌های اربرش و ایتالیایی در مجله ملت آلبانی (La Nazione albanese) منتشر شد.